# John Mayall
John Brumwell Mayall, OBE (født 29. november 1933, død 22. juli 2024) var en engelsk blues-sanger, sangskriver og multiinstrumentalist. Hans musikalske karriere strakte sig over halvtreds år, med de største successer i 1960'erne. Han grundlagde John Mayall & the Bluesbreakers, og påvirkede mange instrumentalisters karrierer, blandt andre ved at optage Eric Clapton, Jack Bruce, Peter Green, John McVie, Mick Fleetwood, Mick Taylor, Don "Sugarcane" Harris (en), Harvey Mandel (en), Larry Taylor (en), Aynsley Dunbar (en), Dick Heckstall-Smith (en), Andy Fraser (en), Walter Trout, Coco Montoya (en) og Buddy Whittington (en) i sit band.
Han er blevet betegnet som "Britisk Rock's Godfather". Han flyttede i 1969 til USA for at finde tilbage til bluesmusikkens rødder. "Alt det jeg elskede, kom fra Amerika. Så da jeg kom derover, følte jeg mig med det samme som en del af det." I USA indspillede han plader med blandt andre B. B. King, Muddy Waters og Willie Dixon. Han spillede afskedskoncert den 2. december 2022 i San Juan Capistrano (en) i Californien.

## Diskografi
- 1965 John Mayall Plays John Mayall – live, december 1964
- 1966 Bluesbreakers with Eric Clapton – nummer 6 i Storbritannien
- 1967 A Hard Road – nummer 10 i Storbritannien
- 1967 Crusade – nummer 8 i Storbritannien
- 1967 The Blues Alone – nummer 24 i Storbritannien
- 1968 The Diary of a Band Volume 1 – nummer 27 i Storbritannien
- 1968 The Diary of a Band Volume 2 – nummer 28 i Storbritannien
- 1968 Bare Wires – nummer 3 i Storbritannien
- 1968 Blues from Laurel Canyon – nummer 33 i Storbritannien
- 1969 The Turning Point – nummer 11 i Storbritannien
- 1970 Empty Rooms – nummer 9 i Storbritannien
- 1970 USA Union – nummer 50 i Storbritannien
- 1971 Back to the Roots – nummer 31 i Storbritannien
- 1971 Memories
- 1972 Jazz Blues Fusion – live i USA, november-december 1971
- 1973 Moving On – live i USA, juli 1972
- 1973 Ten Years Are Gone – studie- og live-lp, New York 1972
- 1974 The Latest Edition
- 1975 New Year, New Band, New Company
- 1975 Notice to Appear
- 1976 Banquet in Blues
- 1977 Lots of People – live i Los Angeles, november 1976
- 1977 A Hard Core Package
- 1977 Primal Solos – live i Storbritannien, 1966 og 1968
- 1978 The Last of the British Blues live i USA
- 1979 Bottom Line
- 1980 No More Interviews
- 1982 Road Show Blues – mange genudgivelser under nye navne
- 1985 Return of the Bluesbreakers – 1981 og 1982
- 1985 Behind the Iron Curtain – live i Ungarn, genudgivet i 2004 som Steppin' Out
- 1987 Chicago Line
- 1988 The Power of the Blues – live i Tyskland, 1987, genudgivet 2003 som Blues Forever
- 1988 Archives to Eighties
- 1990 A Sense of Place
- 1992 Cross Country Blues – 1981 og 1984
- 1993 Wake Up Call – nummer 61 i Storbritannien
- 1994 The 1982 Reunion Concert – live i USA
- 1995 Spinning Coin
- 1997 Blues for the Lost Days
- 1999 Padlock on the Blues
- 1999 Rock the Blues Tonight – live i Canada, 1970-1971
- 1999 Live at the Marquee 1969 – live i London, 1969
- 1999 The Masters – live i Storbritiannien, 1969, med interview
- 2001 Along for the Ride
- 2002 Stories
- 2003 Blues Forever – 1987 og 1988
- 2003 70th Birthday Concert – live in Liverpool
- 2005 Road Dogs
- 2005 Rolling with the Blues – live i 1972-1973 og 1980, 1982, genudgivet i 2006 som The Private Collection
- 2007 Live at the BBC – live i 1965-1967 og 1975
- 2007 In the Palace of the King
- 2007 Live from Austin, Tx – live i 1993
- 2009 Tough